# Teen Choice Awards 2017
Lễ trao giải Teen Choice Awards 2017 được tổ chức vào ngày 13 tháng 8 năm 2017. Giải thưởng tôn vinh những thành tựu trong năm về âm nhạc, điện ảnh, truyền hình, thể thao, thời trang và mạng xã hội, và được bình chọn bởi các khán giả trong độ tuổi 13–19 thông qua nhiều trang mạng xã hội khác nhau.

## Đề cử và thắng giải
Lượt danh sách đề cử đầu tiên được công bố vào ngày 19 tháng 6 năm 2017. Lượt danh sách đề cử thứ hai được công bố vào ngày 12 tháng 7 năm 2017.

### Điện ảnh
| Lựa chọn phim hành động | Lựa chọn nam diễn viên phim hành động |
| --- | --- |
| - Fast & Furious 8 - Logan: Người sói - Pirates of the Caribbean: Salazar báo thù - Transformers: Chiến binh cuối cùng - Wonder Woman: Nữ thần chiến binh - xXx: Phản đòn | - Johnny Depp – Pirates of the Caribbean: Salazar báo thù - Vin Diesel – Fast & Furious 8 and xXx: Phản đòn - Hugh Jackman – Logan: Người sói - Dwayne Johnson – Fast & Furious 8 - Chris Pine – Wonder Woman: Nữ thần chiến binh - Brenton Thwaites – Pirates of the Caribbean: Salazar báo thù |
| Lựa chọn nữ diễn viên phim hành động | Lựa chọn phim khoa học viễn tưởng |
| - Nina Dobrev – xXx: Phản đòn - Gal Gadot – Wonder Woman: Nữ thần chiến binh - Deepika Padukone – xXx: Phản đòn - Michelle Rodriguez – Fast & Furious 8 - Ruby Rose – xXx: Phản đòn - Kaya Scodelario – Pirates of the Caribbean: Salazar báo thù                                                                                          | - Cuộc đổ bộ bí ẩn - Vệ binh dải Ngân Hà 2 - Kong: Đảo Đầu lâu - Năm anh em siêu nhân - Rogue One: Star Wars ngoại truyện - Khoảng cách giữa chúng ta |
| Lựa chọn nam diễn viên phim khoa học viễn tưởng | Lựa chọn nữ diễn viên phim khoa học viễn tưởng |
| - Asa Butterfield – Khoảng cách giữa chúng ta - Tom Hiddleston – Kong: Đảo Đầu lâu - Diego Luna – Rogue One: Star Wars ngoại truyện - Dacre Montgomery – Năm anh em siêu nhân - Chris Pratt – Vệ binh dải Ngân Hà 2 - Jeremy Renner – Cuộc đổ bộ bí ẩn                                                                                     | - Amy Adams – Cuộc đổ bộ bí ẩn - Becky G – Năm anh em siêu nhân - Felicity Jones – Rogue One: Star Wars ngoại truyện - Brie Larson – Kong: Đảo Đầu lâu - Zoe Saldana – Vệ binh dải Ngân Hà 2 - Naomi Scott – Năm anh em siêu nhân                                                                |
| Lựa chọn phim kỳ ảo | Lựa chọn nam diễn viên phim kỳ ảo |
| - Người đẹp và quái vật - Phù thủy tối thượng - Sinh vật huyền bí và nơi tìm ra chúng - Mái ấm lạ kỳ của cô Peregrine - Hành trình của Moana | - Asa Butterfield – Mái ấm lạ kỳ của cô Peregrine - Benedict Cumberbatch – Phù thủy tối thượng - Dwayne Johnson – Hành trình của Moana - Eddie Redmayne – Sinh vật huyền bí và nơi tìm ra chúng - Dan Stevens – Người đẹp và quái vật                                                            |
| Lựa chọn nữ diễn viên phim kỳ ảo | Lựa chọn phim chính kịch |
| - Auli'i Cravalho – Hành trình của Moana - Eva Green – Mái ấm lạ kỳ của cô Peregrine - Rachel McAdams – Phù thủy tối thượng - Katherine Waterston – Sinh vật huyền bí và nơi tìm ra chúng - Emma Watson – Người đẹp và quái vật | - Không có ngày mai - The Edge of Seventeen - Everything, Everything - Gifted - Hidden Figures - Ngôi lều huyền bí |
| Lựa chọn nam diễn viên phim chính kịch | Lựa chọn nữ diễn viên phim chính kịch |
| - Chris Evans – Gifted - Andrew Garfield – Hacksaw Ridge - Taylor Lautner – Run the Tide - Kian Lawley – Không có ngày mai - Nick Robinson – Everything, Everything | - Zoey Deutch – Không có ngày mai - Taraji P. Henson – Hidden Figures - Hailee Steinfeld – The Edge of Seventeen - Amandla Stenberg – Everything, Everything - Emma Watson – Vòng xoay ảo |
| Lựa chọn phim hài hước | Lựa chọn nam diễn viên phim hài hước |
| - Vương quốc xe hơi 3 - Đi tìm Dory - Keeping Up with the Joneses - The Lego Batman Movie - Table 19 | - Will Arnett – The Lego Batman Movie - Zac Efron – Baywatch: Đội cứu hộ bãi biển - Zach Galifianakis – Keeping Up with the Joneses - Ricky Garcia – Bigger Fatter Liar - Dwayne Johnson – Baywatch: Đội cứu hộ bãi biển - Owen Wilson – Vương quốc xe hơi 3                                     |
| Lựa chọn nữ diễn viên phim hài hước | Lựa chọn nhân vật phản diện điện ảnh |
| - Alexandra Daddario – Baywatch: Đội cứu hộ bãi biển - Ellen DeGeneres – Đi tìm Dory - Gal Gadot – Keeping Up with the Joneses - Jennifer Hudson – Sandy Wexler - Tori Kelly – Đấu trường âm nhạc - Anna Kendrick – Table 19 | - Elizabeth Banks – Năm anh em siêu nhân - Javier Bardem – Pirates of the Caribbean: Salazar báo thù - Priyanka Chopra – Baywatch: Đội cứu hộ bãi biển - Luke Evans – Người đẹp và quái vật - James McAvoy – Tách biệt - Charlize Theron – Fast & Furious 8                                      |
| Lựa chọn ngôi sao điện ảnh đột phá | Lựa chọn phim mùa hè |
| - Auli'i Cravalho – Hành trình của Moana - Tom Holland – Người Nhện: Trở về nhà - Janelle Monáe – Hidden Figures - Deepika Padukone – xXx: Phản đòn - Harry Styles – Cuộc di tản Dunkirk - Zendaya – Người Nhện: Trở về nhà | - Vương quốc xe hơi 3 - Pirates of the Caribbean: Salazar báo thù - Người Nhện: Trở về nhà - Transformers: Chiến binh cuối cùng - Đại chiến hành tinh khỉ - Wonder Woman: Nữ thần chiến binh |
| Lựa chọn nam diễn viên phim mùa hè | Lựa chọn nữ diễn viên phim mùa hè |
| - Ansel Elgort – Quái xế Baby - Tom Holland – Người Nhện: Trở về nhà - Chris Pine – Wonder Woman: Nữ thần chiến binh - Harry Styles – Cuộc di tản Dunkirk - Mark Wahlberg – Transformers: Chiến binh cuối cùng - Owen Wilson – Vương quốc xe hơi 3                                                                                         | - Cara Delevingne – Valerian và thành phố ngàn hành tinh - Gal Gadot – Wonder Woman: Nữ thần chiến binh - Isabela Moner – Transformers: Chiến binh cuối cùng - Mandy Moore – Hung thần đại dương - Bella Thorne – Amityville: The Awakening - Zendaya – Người Nhện: Trở về nhà                   |
| Lựa chọn cặp đôi màn ảnh | |
| - Zac Efron và Dwayne Johnson – Baywatch: Đội cứu hộ bãi biển - Gal Gadot và Chris Pine – Wonder Woman: Nữ thần chiến binh - Deepika Padukone và Ruby Rose – xXx: Phản đòn - Chris Pratt và Zoe Saldana – Vệ binh dải Ngân Hà 2 - Michelle Rodriguez và Vin Diesel – Fast & Furious 8 - Emma Watson và Dan Stevens – Người đẹp và quái vật | |

### Truyền hình
| Lựa chọn phim truyền hình chính kịch | Lựa chọn nam diễn viên phim truyền hình chính kịch |
| --- | --- |
| - Empire - Famous in Love - Pretty Little Liars - Riverdale - Star - This Is Us | - Sterling K. Brown – This Is Us - Ian Harding – Pretty Little Liars - Jussie Smollett – Empire - Cole Sprouse – Riverdale - Milo Ventimiglia – This Is Us - Jesse Williams – Grey's Anatomy                                                                      |
| Lựa chọn nữ diễn viên phim truyền hình chính kịch | Lựa chọn phim truyền hình khoa học viễn tưởng/kỳ ảo |
| - Troian Bellisario – Pretty Little Liars - Ashley Benson – Pretty Little Liars - Lucy Hale – Pretty Little Liars - Shay Mitchell – Pretty Little Liars - Sasha Pieterse – Pretty Little Liars - Bella Thorne – Famous in Love                                                           | - Shadowhunters - Stranger Things - Supernatural - Teen Wolf - Timeless - The Vampire Diaries |
| Lựa chọn nam diễn viên phim truyền hình khoa học viễn tưởng/kỳ ảo | Lựa chọn nữ diễn viên phim truyền hình khoa học viễn tưởng/kỳ ảo |
| - Jensen Ackles – Supernatural - Matthew Daddario – Shadowhunters - Joseph Morgan – The Originals - Bob Morley – The 100 - Dylan O'Brien – Teen Wolf - Ian Somerhalder – The Vampire Diaries                                                                                             | - Kat Graham – The Vampire Diaries - Jennifer Morrison – Ngày xửa ngày xưa - Lana Parrilla – Ngày xửa ngày xưa - Abigail Spencer – Timeless - Eliza Taylor – The 100 - Emeraude Toubia – Shadowhunters                                                            |
| Lựa chọn phim truyền hình hành động | Lựa chọn nam diễn viên phim truyền hình hành động |
| - Agents of S.H.I.E.L.D. - Arrow - The Flash - Gotham - Lethal Weapon - Supergirl | - Stephen Amell – Arrow - Clayne Crawford – Lethal Weapon - Grant Gustin – The Flash - Gabriel Luna – Agents of S.H.I.E.L.D. - Wentworth Miller – Prison Break - Chris Wood – Supergirl                                                                           |
| Lựa chọn nữ diễn viên phim truyền hình hành động | Lựa chọn phim truyền hình hài hước |
| - Melissa Benoist – Supergirl - Jordana Brewster – Lethal Weapon - Caity Lotz – Legends of Tomorrow - Danielle Panabaker – The Flash - Candice Patton – The Flash - Emily Bett Rickards – Arrow                                                                                          | - Baby Daddy - Brooklyn Nine-Nine - Fuller House - Jane the Virgin - One Day at a Time - Young & Hungry |
| Lựa chọn nam diễn viên phim truyền hình hài hước | Lựa chọn nữ diễn viên phim truyền hình hài hước |
| - Anthony Anderson – Black-ish - Jean-Luc Bilodeau – Baby Daddy - Jaime Camil – Jane the Virgin - Micah Fowler – Speechless - Andy Samberg – Brooklyn Nine-Nine - Hudson Yang – Fresh Off the Boat                                                                                       | - Candace Cameron Bure – Fuller House - Rose McIver – iZombie - Emma Roberts – Scream Queens - Gina Rodriguez – Jane the Virgin - Yara Shahidi – Black-ish - Zendaya – K.C. Undercover                                                                            |
| Lựa chọn phim truyền hình hoạt hình | Lựa chọn phim truyền hình thực tế |
| - Bob's Burgers - Family Guy - Gravity Falls - Rick and Morty - Sonic Boom - Steven Universe | - Chasing Cameron - Dance Moms - Keeping Up with the Kardashians - MasterChef Junior - Total Bellas - The Voice |
| Lựa chọn phim truyền hình cũ | Lựa chọn nhân vật truyền hình |
| - Buffy the Vampire Slayer - The Fresh Prince of Bel-Air - The O.C. - One Tree Hill - Sister, Sister - Veronica Mars | - Anthony Anderson – To Tell the Truth - Tyra Banks – America's Got Talent - James Corden – The Late Late Show with James Corden - Ellen DeGeneres – The Ellen DeGeneres Show - Jimmy Fallon – The Tonight Show Starring Jimmy Fallon - Blake Shelton – The Voice |
| Lựa chọn nhân vật phản diện truyền hình | Lựa chọn ngôi sao truyền hình đột phá |
| - Grant Gustin – The Flash - Teri Hatcher – Supergirl - Janel Parrish – Pretty Little Liars - Mark Pellegrino – Supernatural - Josh Segarra – Arrow - Cory Michael Smith – Gotham | - KJ Apa – Riverdale - Millie Bobby Brown – Stranger Things - Ryan Destiny – Star - Chrissy Metz – This Is Us - Lili Reinhart – Riverdale - Finn Wolfhard – Stranger Things                                                                                       |
| Lựa chọn phim truyền hình đột phá | Lựa chọn phim truyền hình mùa hè |
| - Famous in Love - Riverdale - Star - Stranger Things - This Is Us - Timeless | - America's Got Talent - Beat Shazam - The Bold Type - The Fosters - So You Think You Can Dance - Teen Wolf |
| Lựa chọn nam diễn viên phim truyền hình mùa hè | Lựa chọn nữ diễn viên phim truyền hình mùa hè |
| - Noah Centineo – The Fosters - Cody Christian – Teen Wolf - Kyle Harris – Stitchers - David Lambert – The Fosters - Tyler Posey – Teen Wolf - Harry Shum Jr. – Shadowhunters | - Aisha Dee – The Bold Type - Hilary Duff – Younger - Shelley Hennig – Teen Wolf - Maia Mitchell – The Fosters - Cierra Ramirez – The Fosters - Holland Roden – Teen Wolf                                                                                         |
| Lựa chọn cặp đôi truyền hình | |
| - Matthew Daddario và Harry Shum Jr. – Shadowhunters - Shay Mitchell và Sasha Pieterse – Pretty Little Liars - Lili Reinhart và Cole Sprouse – Riverdale - Holland Roden và Dylan O'Brien – Teen Wolf - Eliza Taylor và Bob Morley – The 100 - Chris Wood và Melissa Benoist – Supergirl | |

### Điện ảnh và Truyền hình
| Lựa chọn đánh cắp màn ảnh | Lựa chọn khóa môi |
| --- | --- |
| - RJ Cyler – Năm anh em siêu nhân - Josh Gad – Người đẹp và quái vật - Taylor Lautner – Scream Queens - Camila Mendes – Riverdale - Colin O'Donoghue – Ngày xửa ngày xưa - Michael Rooker – Vệ binh dải Ngân Hà 2 | - Melissa Benoist và Chris Wood – Supergirl - Orlando Bloom và Keira Knightley – Pirates of the Caribbean: Salazar báo thù - Matthew Daddario và Harry Shum Jr. – Shadowhunters - Jennifer Morrison và Colin O'Donoghue – Ngày xửa ngày xưa - Chris Pine và Gal Gadot – Wonder Woman: Nữ thần chiến binh - Dan Stevens và Emma Watson – Người đẹp và quái vật |
| Lựa chọn cơn tam bành | |
| - Anthony Anderson – Black-ish - Malcolm Barrett – Timeless - Luke Evans – Người đẹp và quái vật - Madelaine Petsch – Riverdale - Kurt Russell – Vệ binh dải Ngân Hà 2 - Dan Stevens – Người đẹp và quái vật      | |

### Âm nhạc
| Lựa chọn nam nghệ sĩ | Lựa chọn nữ nghệ sĩ |
| --- | --- |
| - Justin Bieber - Bruno Mars - Shawn Mendes - Ed Sheeran - Harry Styles - The Weeknd | - Alessia Cara - Miley Cyrus - Selena Gomez - Ariana Grande - Katy Perry - Hailee Steinfeld |
| Lựa chọn nhóm nhạc | Lựa chọn nghệ sĩ R&B/hip-hop |
| - The Chainsmokers - Fifth Harmony - Little Mix - Maroon 5 - Twenty One Pilots - The Vamps | - Beyoncé - Chance the Rapper - Drake - Kendrick Lamar - Nicki Minaj - Rihanna |
| Lựa chọn nghệ sĩ điện tử/dance | Lựa chọn nghệ sĩ Latin |
| - Steve Aoki - Martin Garrix - David Guetta - Calvin Harris - Major Lazer - Zedd | - CNCO - Daddy Yankee - Luis Fonsi - Enrique Iglesias - Maluma - Shakira |
| Lựa chọn nghệ sĩ vinyl | Lựa chọn nghệ sĩ đồng quê |
| | - Kelsea Ballerini - Luke Bryan - Florida Georgia Line - Sam Hunt - Blake Shelton - Carrie Underwood |
| Lựa chọn nghệ sĩ rock | Lựa chọn bài hát: Nam nghệ sĩ |
| - Imagine Dragons - Linkin Park - Paramore - Harry Styles - Twenty One Pilots - X Ambassadors | - "Body Like a Back Road" – Sam Hunt - "Despacito" – Luis Fonsi và Daddy Yankee hợp tác với Justin Bieber - "Shape of You" – Ed Sheeran - "Sign of the Times" – Harry Styles - "Slow Hands" – Niall Horan - "That's What I Like" – Bruno Mars                                                                                   |
| Lựa chọn bài hát: Nữ nghệ sĩ | Lựa chọn bài hát: Nhóm nhạc |
| - "Bad Liar" – Selena Gomez - "Crying in the Club" – Camila Cabello - "Issues" – Julia Michaels - "Malibu" – Miley Cyrus - "Most Girls" – Hailee Steinfeld - "Scars to Your Beautiful" – Alessia Cara | - "Believer" – Imagine Dragons - "Closer" – The Chainsmokers hợp tác với Halsey - "Down" – Fifth Harmony hợp tác với Gucci Mane - "Guys My Age" – Hey Violet - "Heathens" – Twenty One Pilots - "Shout Out to My Ex" – Little Mix                                                                                               |
| Lựa chọn bài hát điện tử/dance | Lựa chọn bài hát đồng quê |
| - "2U" – David Guetta hợp tác với Justin Bieber - "It Ain't Me" – Kygo và Selena Gomez - "Just Hold On" – Steve Aoki và Louis Tomlinson - "Know No Better" – Major Lazer hợp tác với Travis Scott, Camila Cabello và Quavo - "Rockabye" – Clean Bandit hợp tác với Sean Paul và Anne-Marie - "Something Just Like This" – The Chainsmokers và Coldplay | - "Body Like a Back Road" – Sam Hunt - "Craving You" – Thomas Rhett hợp tác với Maren Morris - "Every Time I Hear That Song" – Blake Shelton - "The Fighter" – Keith Urban hợp tác với Carrie Underwood - "God, Your Mama, and Me" – Florida Georgia Line hợp tác với Backstreet Boys - "In Case You Didn't Know" – Brett Young |
| Lựa chọn bài hát R&B/hip-hop | Lựa chọn bài hát rock |
| - "Glorious" – Macklemore hợp tác với Skylar Grey - "I'm the One" – DJ Khaled hợp tác với Justin Bieber, Quavo, Chance the Rapper và Lil Wayne - "Location" – Khalid - "Passionfruit" – Drake - "Redbone" – Childish Gambino - "That's What I Like" – Bruno Mars                                                                                       | - "Believer" – Imagine Dragons - "Green Light" – Lorde - "Hard Times" – Paramore - "Heathens" – twenty one pilots - "Heavy" – Linkin Park hợp tác với Kiiara - "Human" – Rag'n'Bone Man |
| Lựa chọn bài hát Latin | Lựa chọn hợp tác âm nhạc |
| - "Chantaje" – Shakira hợp tác với Maluma - "Deja Vu" – Prince Royce và Shakira - "Despacito" – Luis Fonsi và Daddy Yankee hợp tác với Justin Bieber - "Hey Ma" – Pitbull và J Balvin hợp tác với Camila Cabello - "No Le Hablen de Amor" – CD9 - "Reggaetón Lento (Bailemos)" – CNCO                                                                  | - "God, Your Mama, and Me" – Florida Georgia Line hợp tác với Backstreet Boys - "I Don't Wanna Live Forever" – Zayn và Taylor Swift - "It Ain't Me" – Kygo và Selena Gomez - "Just Hold On" – Steve Aoki và Louis Tomlinson - "No Promises" – Cheat Codes hợp tác với Demi Lovato - "Stay" – Zedd và Alessia Cara               |
| Lựa chọn bài hát pop | Lựa chọn nghệ sĩ đột phá |
| - "24K Magic" – Bruno Mars - "Closer" – The Chainsmokers hợp tác với Halsey - "Don't Wanna Know" – Maroon 5 hợp tác với Kendrick Lamar - "Love on the Brain" – Rihanna - "Shape of You" – Ed Sheeran - "Stay" – Zedd và Alessia Cara | - James Arthur - Chance the Rapper - Halsey - Zara Larsson - Dua Lipa - Julia Michaels |
| Lựa chọn nghệ sĩ triển vọng | Lựa chọn bài hát mùa hè |
| - Jonas Blue - Forever in Your Mind - Jax Jones - New Hope Club - The Tide - Grace VanderWaal | - "Bad Liar" – Selena Gomez - "Castle on the Hill" – Ed Sheeran - "Despacito" – Luis Fonsi và Daddy Yankee hợp tác với Justin Bieber - "Malibu" – Miley Cyrus - "Stay" – Zedd và Alessia Cara - "That's What I Like" – Bruno Mars                                                                                               |
| Lựa chọn nam nghệ sĩ mùa hè | Lựa chọn nữ nghệ sĩ mùa hè |
| - Justin Bieber - Niall Horan - Shawn Mendes - Liam Payne - Harry Styles - Zedd | - Camila Cabello - Miley Cyrus - Selena Gomez - Halsey - Lorde - Katy Perry |
| Lựa chọn nhóm nhạc mùa hè | Lựa chọn chuyến lưu diễn mùa hè |
| - The Chainsmokers - Coldplay - Fifth Harmony - Florida Georgia Line - Imagine Dragons - Little Mix | - Ariana Grande – Dangerous Woman Tour - Sam Hunt – 15 in a 30 Tour - Kendrick Lamar – Damn Tour - Bruno Mars – 24K Magic World Tour - Shawn Mendes – Illuminate World Tour - Ed Sheeran – ÷ Tour |

### Kỹ thuật số
| Lựa chọn nam ngôi sao mạng                                                                       | Lựa chọn nữ ngôi sao mạng                                                                          |
| ------------------------------------------------------------------------------------------------ | -------------------------------------------------------------------------------------------------- |
| - Cameron Dallas - The Dolan Twins - Ryan Higa - Casey Neistat - Logan Paul - sWooZie            | - Eva Gutowski - Liza Koshy - Merrell Twins - Bethany Mota - Niki and Gabi - Lilly Singh           |
| Lựa chọn ngôi sao mạng hài hước                                                                  | Lựa chọn game thủ                                                                                  |
| - Colleen Ballinger - The Dolan Twins - Liza Koshy - Logan Paul - Lele Pons - Lilly Singh        | - Vikram Singh Barn - Jaryd Lazar - Ryan Ohmwrecker - Michael Santana - Rabia Yazbek - Saqib Zahid |
| Lựa chọn ngôi sao mạng thời trang/làm đẹp                                                        | Lựa chọn ngôi sao mạng âm nhạc                                                                     |
| - Andrea Brooks - Gigi Gorgeous - Nikkie de Jager - Kandee Johnson - Bethany Mota - Mia Stammer  | - Cimorelli - Jack & Jack - Carson Lueders - Johnny Orlando - Jake Paul - Leroy Sanchez            |
| Lựa chọn nàng thơ                                                                                | Lựa chọn ngôi sao Twitter                                                                          |
| - Baby Ariel - Danielle Cohn - Kristen Hancher - Isaiah Howard - Lisa and Lena - Jacob Sartorius | - Ellen DeGeneres - Anna Kendrick - Blake Shelton - Chrissy Teigen - Justin Timberlake - Zendaya   |
| Lựa chọn ngôi sao Instagram                                                                      | Lựa chọn ngôi sao Youtube                                                                          |
| - Beyoncé - Justin Bieber - Selena Gomez - Kendall Jenner - Kylie Jenner - Taylor Swift          | - The Dolan Twins - Liza Koshy - Casey Neistat - Jake Paul - Logan Paul - Lilly Singh              |
| Lựa chọn ngôi sao Snapchat                                                                       | |
| - Brett Eldredge - Ariana Grande - Selena Gomez - Kylie Jenner - DJ Khaled - Bella Thorne        | |

### Thời trang
| Lựa chọn chàng trai nóng bỏng                                                             | Lựa chọn cô gái nóng bỏng                                                                      |
| ----------------------------------------------------------------------------------------- | ---------------------------------------------------------------------------------------------- |
| - Justin Bieber - Zayn Malik - Shawn Mendes - Liam Payne - Harry Styles - Louis Tomlinson | - Camila Cabello - Selena Gomez - Paris Jackson - Deepika Padukone - Rihanna - Zendaya         |
| Lựa chọn biểu tượng phong cách                                                            | Lựa chọn người mẫu                                                                             |
| - Cara Delevingne - Selena Gomez - Zayn Malik - Rihanna - Harry Styles - Zendaya          | - Hailey Baldwin - Ashley Graham - Gigi Hadid - Paris Jackson - Kendall Jenner - Winnie Harlow |

### Thể thao
| Lựa chọn nam vận động viên                                                                  | Lựa chọn nữ vận động viên                                                                               |
| ------------------------------------------------------------------------------------------- | --- |
| - John Cena - Stephen Curry - Rickie Fowler - LeBron James - Cristiano Ronaldo - Mike Trout | - Sasha Banks - The Bella Twins - Simone Biles - Elena Delle Donne - Laurie Hernandez - Serena Williams |

### Khác
| Lựa chọn cây hài | Lựa chọn vũ công                                                                                     |
| --- | --- |
| - The Dolan Twins - Jordan Doww - Kevin Hart - Gabriel Iglesias - Hasan Minhaj - Lilly Singh                           | - Derek Hough - Julianne Hough - Kida the Great - Chloe Lukasiak - tWitch - Maddie Ziegler           |
| Lựa chọn video game | Lựa chọn người kiến tạo thay đổi                                                                     |
| - Dota 2 - Hearthstone - Heroes of the Storm - League of Legends - The Legend of Zelda: Breath of the Wild - Overwatch | - Rowan Blanchard - Selena Gomez - Ariana Grande - Yara Shahidi - Ian Somerhalder - Shailene Woodley |